# 시에라리온 리온
리온(leone)은 시에라리온의 통화이다. 1 시에라리온 리온은 100 센트이다. 2022년 7월 1일 현재, ISO 4217 코드는 구 레온(SLL)의 SLL 1000 에 SLE 1 의 비율로 리디노미네이션으로 인해 SLE이다. 레오네는 금액 전에 Le라고 줄여서 쓴다.

## 역사
시에라리온 리온은 1964년에 만들어졌다. 리온은 서아프리카 파운드를 1 파운드 = 2 리온 또는 1 리온 = 10 실링의 비율로 대체되었다.

## 동전

### 첫 번째 리온 (SLL)
1964년, 동전은 액면 ½, 1, 5, 10, 20 센트 동전이 도입되었다. 모든 동전에는 Sir Milton Margai의 초상화가 있었다. 1972년, 시아카 스티븐스의 초상화가 있는 50센트 동전이 도입되었다. 이 초상화는 새롭고 얇고 직은 시리즈의 동전에 나타나 있으며 1980년에 ½, 1, 5, 10, 20 센트의 종류로 도입되었다. 1987년에 8각형 모양의 니켈 청동 1 리온 동전이 도입되었다.
높은 인플레이션의 기간에 걸쳐 1996년에 새로운 동전이 10, 50, 100 리온으로 도입되었다. 500 리온 동전은 2004년 도입되었다. 유통 중인 네 개의 동전 가운데 100 리온만이 모든 금액에서 사용할 수 있다. 대부분의 상점 주인들과 식당은 500 리온 동전을 거의 접하지 못한다.

### 두 번째 리온 (SLE)
새로운 레오네가 도입되면서, 동전은 1, 5, 10, 25, 50 센트의 종류로 재발행되었다.

## 지폐
1964년, 시에라리온 은행은 1, 2, 5 리온의 종류로 지폐를 도입했다. 50센트 지폐는 1979년, 10 리온 지폐는 1980년, 20 리온 지폐는 1982년에 추가되었다. 100 리온 지폐는 1988년 도입되었고 500 리온 지폐는 1991년, 1000 리온과 5000 리온 지폐는 1993년, 2000 리온 지폐는 2000년, 10,000 리온 지폐는 2004년에 도입되었다.
현재 유통되고 있는 지폐는 500, 1000, 2000, 5000, 10,000 리온이다. 10,000 리온 지폐는 한 해도 채 안 되는 시기 동안 유통되었으며 현재까지도 드물게나마 마주칠 수 있다. 이는 대부분의 거래가 5000 리온 지폐로 이루어진다는 것을 뜻한다. 인플레이션 때문에 20,000 리온 지폐가 곧 도입될 예정이다.

## 견양 지폐
견양 지폐는 은행에 어떠한 통화 변화가 있든지 현지 주민을 익숙하게 하기 위하여 발행한다. 이 견양 지폐는 영국의 토마스 델라루 인쇄처가 발행한다. 가용성은 수집가로 한정되어 있다. 이 견양 지폐를 만든 이는 수많은 논의 끝에 프리타운(Freetown)에 있는 중앙 은행으로부터 약간의 금액을 받았다. 받은 지폐는 500, 1000, 5000 리온이었다. 프리타운의 중앙 은행은 2000 리온, 10,000 리온 지폐는 발행하지 않고 있다. 2000 리온 지폐의 경우 2005년 프리타운에 머무르는 동안 관측되었다. 10,000 리온은 부스 측면에 놓여 있던 다른 은행에서 찾아 볼 수 있었다. 이 지폐를 수집가들이 따지는 가치는 알려져 있지 않으나 500 리온, 1000 리온, 5000 리온, 이렇게 3개는 2007년 3월 28~30일 동안 오스트레일리아 시드니의 경매에서 찾아볼 수 있었다.

## 시에라리온 통화 수집
10,000 리온은 그 중 상태가 가장 좋은 편이다. 중앙은행 웹사이트는 은행권과 동전을 위한 정보가 없어 도움이 되지 않는다.
동전의 상태는 그다지 좋지 않지만, 100 리온은 다른 동전보다 약간 상태가 좋다. 몇몇 딜러들은 오래된 동전과 지폐를 팔지만 일반적으로 상태는 좋지 않다.
지폐를 위한 Pick catalogue에 있는 가격은 부적당하고 더 나은 방법으로 지폐를 취득하는 데 어려움이 있다고 여긴다. 동전은 Krause-Mishler 카탈로그에서 정확하게 또는 조금 높이 값을 매긴다.

## 같이 보기
- 시에라리온 달러